# Натынчик, Дмитрий Викторович
Дмитрий Викторович Натынчик (бел. Дзмітрый Віктаровіч Натынчык; род. 21 января 1993) — белорусский гребец на байдарках, двукратный чемпион мира 2019 и 2024 годов, трёхкратный чемпион Европы, призёр чемпионатов мира и Европы. Участник летних Олимпийских игр 2020 года. Мастер спорта Республики Беларусь международного класса. 

## Биография
Родился в г. Пинск.

### Спортивная карьера
В Сегеде, на чемпионате мира 2019 года, Дмитрий завоевал золотую медаль в двойках на дистанции 500 метров.
В 2021 году на взрослом чемпионате Европы, который прошёл в Познани, Натынчик стал победителем на дистанции 500 метров в байдарках-двойках.
На летних Олимпийских играх в Токио, в 2021 году, принял участие в заездах байдарках-четвёрках. Команда Беларуси квалифицировалась в финал А и заняла итоговое пятое место.
На чемпионате Европы 2024 года в Сегеде завоевала две золотые медали в байдарках-четвёрках на дистанции 500 и 1000 метров. Также стал вторым на дистанции 500 метров в байдарках-двойках.
В Самарканде, на чемпионате мира 2024 года, который состоялся сразу же после Олимпийских игр, Натынчик в смешанных байдарках-двойках на дистанции 500 метров завоевал серебряную медаль.
2025 год
В июле 2025 года — серебряная медаль чемпионата Беларуси по гребле на байдарках и каноэ на дистанции 500 м (Заславль).